# Лоло Феррари
Лоло Феррари (фр. Lolo Ferrari), настоящее имя Ив Валуа (Eve Valois); (9 февраля 1963[…], Клермон-Ферран — 5 марта 2000[…], Грас) — французская танцовщица

, секс-звезда, порноактриса
, фотомодель, актриса

 и певица, известная как «женщина с самой большой грудью в мире», хотя её размер был достигнут искусственно.
Она стала широко известной в 1995 году, появлялась во французской Книге рекордов Гиннесса в 1996 году и в 1999 году. Её смерть в 2000 году была признана суицидом, но также утверждалось, что в это мог быть вовлечён её муж. Он был оправдан в 2007 году.

## Ранние годы
Родившаяся в Клермон-Ферране (Франция), Ева Валуа выросла в курортном городке Ла-Боль. Она часто рассказывала о несчастливом детстве, без отца и с нелюбящей её матерью. Будучи подростком, она работала моделью.
В 1988 году она вышла замуж за Эрика Виня, бывшего наркоторговца, который был на 15 лет старше её и только вышел из тюрьмы. Она начала работать моделью с мужем, который стал её менеджером. Она также работала проституткой, и её муж был арестован за то, что был её сутенером.

## Увеличения груди

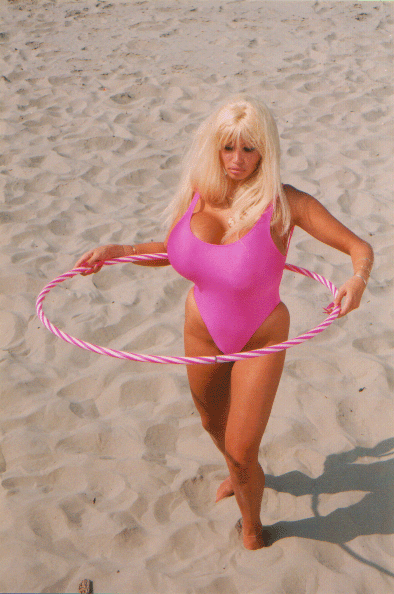
Лоло Феррари в фильме «Кемпинг „Космос“»

С 1990 года Ева сделала 22 пластические операции и в итоге стала обладательницей 180-сантиметрового силиконового бюста (изначально он был 94-сантиметровым). Согласно Книге рекордов Гиннесса, каждая её молочная железа весила 2,8 кг и содержала три литра физиологического раствора. Грудные имплантаты были созданы инженером, который был связан с разработкой «Боинга 747». Ей приходилось носить специально созданный бюстгальтер, в результате операций она страдала рядом болезней и жила с тяжёлым режимом приёма лекарств.
В интервью она так говорила о своей операции: «Всё это было, потому что я терпеть не могу жизнь. Но это ничего не изменило», «Я испугалась и мне было стыдно; я хотела изменить лицо, тело, преобразить себя. Я хотела умереть, на самом деле». Некоторые психологи предположили, что она пострадала от дисморфофобии.

## Карьера

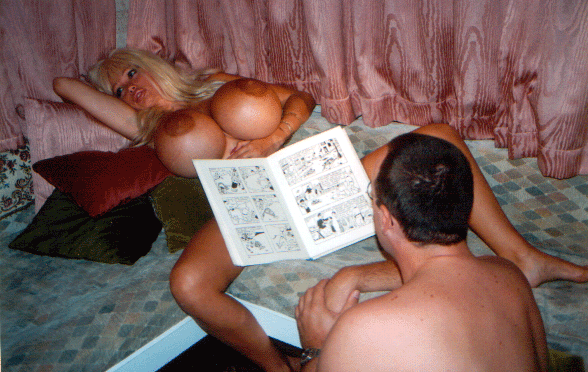

После увеличения груди она приняла сценическое имя «Лоло», от французского сленгового обозначения груди, и фамилию «Феррари», и сняла несколько порнофильмов. Использование имени Феррари (что она оправдывала тем, что это было имя её деда по материнской линии) привело к длительному судебному противостоянию с итальянской автомобильной компанией Ferrari, когда она пыталась запустить линию нижнего белья Ferrari Underwear.
Для продвижения себя летом 1995 года она с мужем посетила Каннский кинофестиваль. Она выиграла там «Европейский чемпионат большой груди», став любимицей фотографов и центром внимания.
Она снялась в бельгийском фильме «Кемпинг „Космос“». Презентацией фильма она вызвала сенсацию на Каннском фестивале в 1996 году.
Она использовала приобретённую популярность, чтобы получить постоянную роль в телешоу Eurotrash на британском канале Channel 4. Шумиха в СМИ привела к её появлению в других европейских шоу, она пела и показывала стриптиз в кабаре-шоу. Надеясь начать поп-музыкальную карьеру, она записала два сингла под названиями «Airbag Generation» («Поколение подушек безопасности») и «Set Me Free» («Освободи меня»), а также ещё два сингла, евродиско-песню для кабаре под названием «Dance Dance Dance» («Танцуй, танцуй, танцуй») и кавер евродиско-хита Тельмы Хьюстон «Don’t Leave Me This Way» («Не покидай меня на этом пути»). Две последние песни не получили коммерческий релиз.

## Смерть
Утром 5 марта 2000 года в возрасте 37 лет Лоло Феррари была найдена мужем мёртвой в своём доме в Грассе на Французской Ривьере. Первое вскрытие установило, что она умерла от передозировки антидепрессантов и транквилизаторов. Она была в депрессии и её смерть была признана самоубийством. Её родители подозревали, что к смерти был причастен её муж, и добились второго вскрытия два года спустя. Это второе вскрытие показало, что нельзя исключать удушье. Её вдовец по подозрению в причинении смерти был арестован и провёл 13 месяцев в тюрьме. После второго медицинского анализа с него были окончательно сняты все обвинения в 2007 году.